# Comuna dos de Valledupar
La Comuna dos (también escrita como Comuna 2 o Comuna II o llamada Comuna Sur-Este) es una de las seis comunas en que está dividida política-administrativamente la ciudad de Valledupar, capital del departamento del Cesar.
La comuna dos tiene una extensión de 796 hectáreas.

## Barrios
La Comuna dos está conformada por los siguientes barrios:
| - Villa Castro - Versalles - Candelaria Sur - Villa del Rosario - Villa Clara | - Santa Rita - Cinco de Noviembre - Santa Rosa - 12 de Octubre - Simón Bolívar | - Mayales etapas I, II y III - Los Cocos - Los Milagros - Panamá - San Fernando - San Jorge | - Urbanización Galán Sarmiento - Urbanización María Elena - Urbanización Casa Campo - Urbanización Bosques de Rancho Mío - Amaneceres del Valle |

## Localización
Bordea al norte con la comuna uno, teniendo la Calle 21 como límite la mayor parte, hasta llegar a la Carrera 18D 'Avenida Simón Bolívar'; Hacia el oriente la comuna dos limita con la rivera del río Guatapurí en la Carrera 4; Hacia el occidente, la comuna dos colina con la Comuna tres, con la Calle 18D como mayoría del límite y seguido por la 'Avenida Salguero' hasta el sector de las urbanizaciones 'Casa Campo'. Hacia el sur la comuna dos colinda con el sector rural de Valledupar, conformado por predios agrícolas o campestres. 

## Instituciones educativas
Las siguientes instituciones educativas tienen sedes en la comuna uno:
- EUM. Villa Castro, barrio Villa Castro Calle 20 30-483
- EUM: Jaime Molina Maestre barrio Villa del Rosario Calle 30 4H-16
- Colegio Manuel Germán Cuello Gutiérrez, barrio Santa Rita Calle 23 4D-15
- Colegio Mi Mejor Educador, barrio Villa del Rosario Calle 26 3-03
- Instituto Técnico Rafael Valle Meza, barrio 12 de Octubre Calle 30A 14-17
- Colegio Francisco Molina Sánchez, barrio Los Mayales Calle 4 con calle 30A
- Colegio Leónidas Acuña, barrio Los Mayales Cra 12 30-483
- Centro Educativo Hogar de Paso, barrio Panamá Calle 40 con cra 44
- EUM San Fernando, barrio San Fernando Calle 45 Con trans. 5A
- Centro Educativo Hogar del Niño, barrio Santa Rosa Trans. 5A 25A-193
- Instituto Nuestra Señora de Fatima, barrio Santa Rosa Calle 28 5-51